# Charinus bruneti
Espèce
Charinus bruneti est une espèce d'amblypyges de la famille des Charinidae.

## Distribution
Cette espèce est endémique de Saint-Barthélemy dans les Petites Antilles.

## Description
La femelle holotype mesure 5,4 mm et le mâle paratype 3,9 mm.
La carapace du mâle décrit par Miranda, Giupponi, Prendini et Scharff en 2021 mesure 1,60 mm de long sur 2,30 mm et celle de la femelle 2,20 mm de long sur 3,00 mm.

## Étymologie
Cette espèce est nommée en l'honneur de William Brunet.

## Publication originale
- Teruel & Questel, 2011 : « A new species of Charinus Simon 1892 (Amblypygi: Charinidae) from the Leeward Islands, Lesser Antilles. » Boletín de la Sociedad Entomológica Aragonesa, vol. 49, p. 15-18 (texte intégral).